# Séraphin de Montegranaro
Séraphin de Montegranaro (Montegranaro, 1540 - Ascoli Piceno, 12 octobre 1604) est un capucin italien considéré comme saint par l'Église catholique et fêté le 12 octobre.

## Biographie
Maçon italien, Serafino da Montegranaro entra chez les moines capucins de la province d'Ascoli Piceno dans les Marches et aurait été favorisé de grâces extraordinaires.
Il a été canonisé par le pape Clément XIII le 16 juillet 1767. Voltaire, dans un opuscule intitulé « Canonisation de saint Cucufin… », s'est moqué de deux signes de sainteté de Séraphin rapportés comme suit dans la bulle de canonisation : « Il fuyait les louanges humaines et désirait au plus haut point être méprisé. Qu'en soient preuve les deux scènes comiques qui suivent. Invité un jour à déjeuner chez un citoyen noble et une autre fois chez le cardinal évêque d'Ascoli, il se conduisit dans les deux cas de façon à ce qu'on rît et se moquât de lui comme d'un homme fruste et rustique. Ici, en effet, ayant à prendre de la bouillie, il se servit d'une fourchette; et là, il répandit volontairement un œuf sur sa barbe. »